# Clarkia mosquinii
Clarkia mosquinii är en dunörtsväxtart som beskrevs av E. Small. Clarkia mosquinii ingår i släktet clarkior, och familjen dunörtsväxter. Utöver nominatformen finns också underarten C. m. mosquinii.